# Svenska handelskammaren i Storbritannien
Svenska Handelskammaren i Storbritannien grundades 1906 och är en näringslivsorganisation som sammansluter företag i olika branscher och industrier. Svenska Handelskammaren i Storbritannien, eller The Swedish Chamber of Commerce for the United Kingdom (The SCC), är en oberoende, icke-vinstinriktad medlemsorganisation. Handelskammaren arbetar för att främja handeln mellan Sverige och Storbritannien. Medlemskapet är frivilligt och består idag av drygt 450 företag. Huvudkontoret finns i London och det finns även fyra regionalkontor i Birmingham, Manchester, Newcastle upon Tyne och i Immingham. Svenska Handelskammaren i Storbritannien tillhör de största och mest aktiva utlandshandelskamrarna i landet och är en av de största svenska utlandshandelskamrarna. 

## Young Professionals of the Swedish Chamber
Handelskammaren tillhandahåller också underorganisationen Young Professionals of the Swedish Chamber (YP), med ca 100 privatmedlemmar, som arbetar i Storbritannien och har ett intresse av svensk-brittisk kultur eller företagande. Young Professionals bildades 1994.    

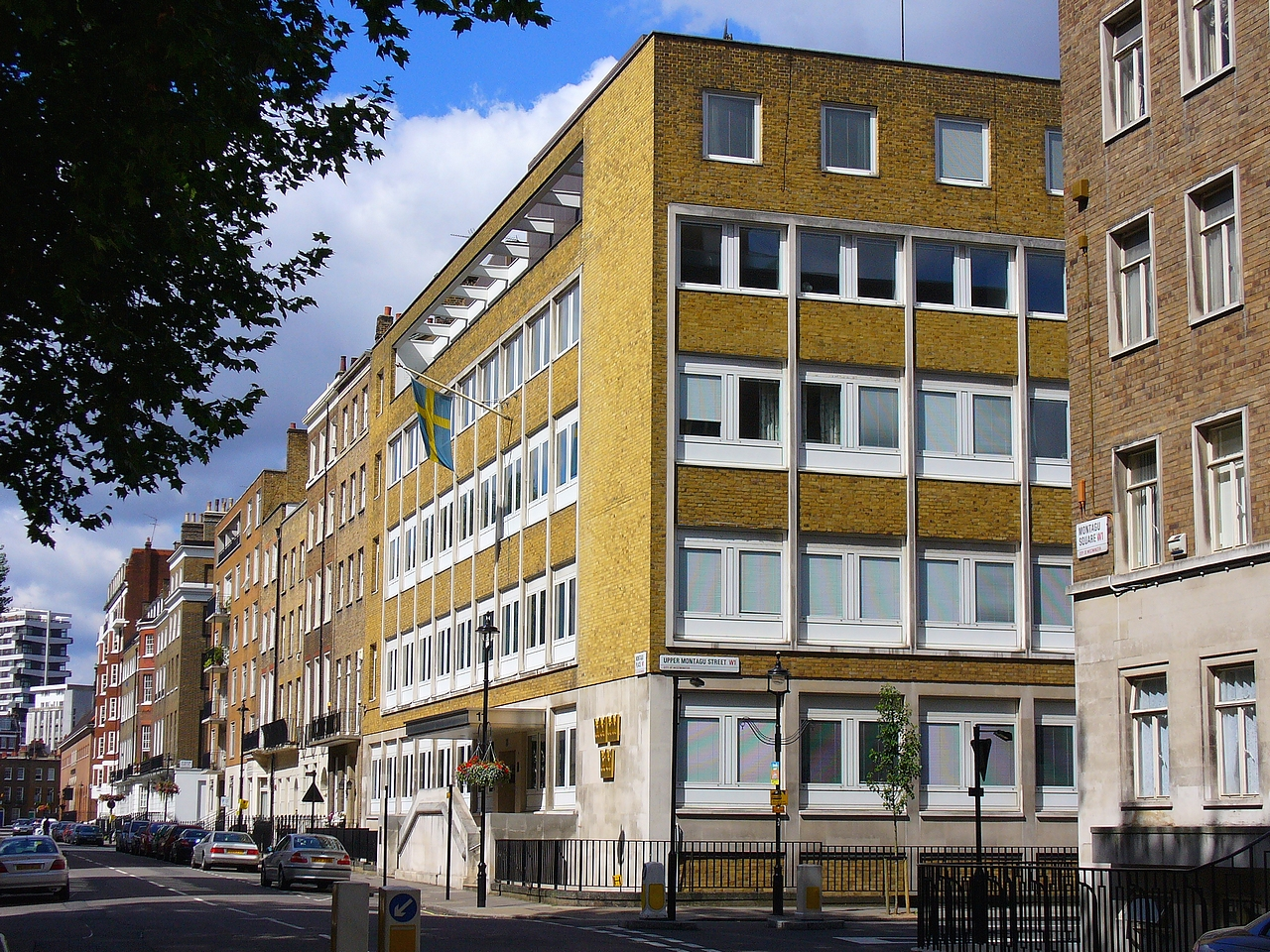
Sweden House

## Ordförande genom tiderna
- 1906–1915 Fred Löwenadler
- 1915–1924 Harald Benedixson
- 1924–1932 Axel Welin
- 1932–1933 F Ljungberg
- 1933–1941 Bror de Maré
- 1941–1944 O Thott
- 1944–1946 T Landby
- 1946–1950 N H Leander
- 1950–1959 S Frisell
- 1959–1963 Torolf Lyth
- 1963–1967 Torsten J Mosesson
- 1967–1970 A A Flygt
- 1970–1971 Hans Zetterberg
- 1971–1974 Gunnar Englund
- 1974–1977 Kurt Domellöf
- 1977–1981 Keith Lomas
- 1981–1984 Jan Ankarcrona
- 1984–1986 Sir Jeffrey Petersen
- 1986–1989 Bertil Norinder
- 1989–1994 Duncan MacDougall
- 1994–1996 Staffan Gadd
- 1996–1999 Alan Toulson
- 1999–2002 Anders Grundberg
- 2003–2004 Claes Oscarson
- 2004–2007 Roger Gifford
- 2007–2010 Bo Lerenius, CBE
- 2010–2013 Paul von der Heyde
- 2013–2017 Beatrice Engström Bondy
- 2017–2023 Jan Olsson
- 2023– Peter Jelkeby